# Åkerbo härad, Östergötland

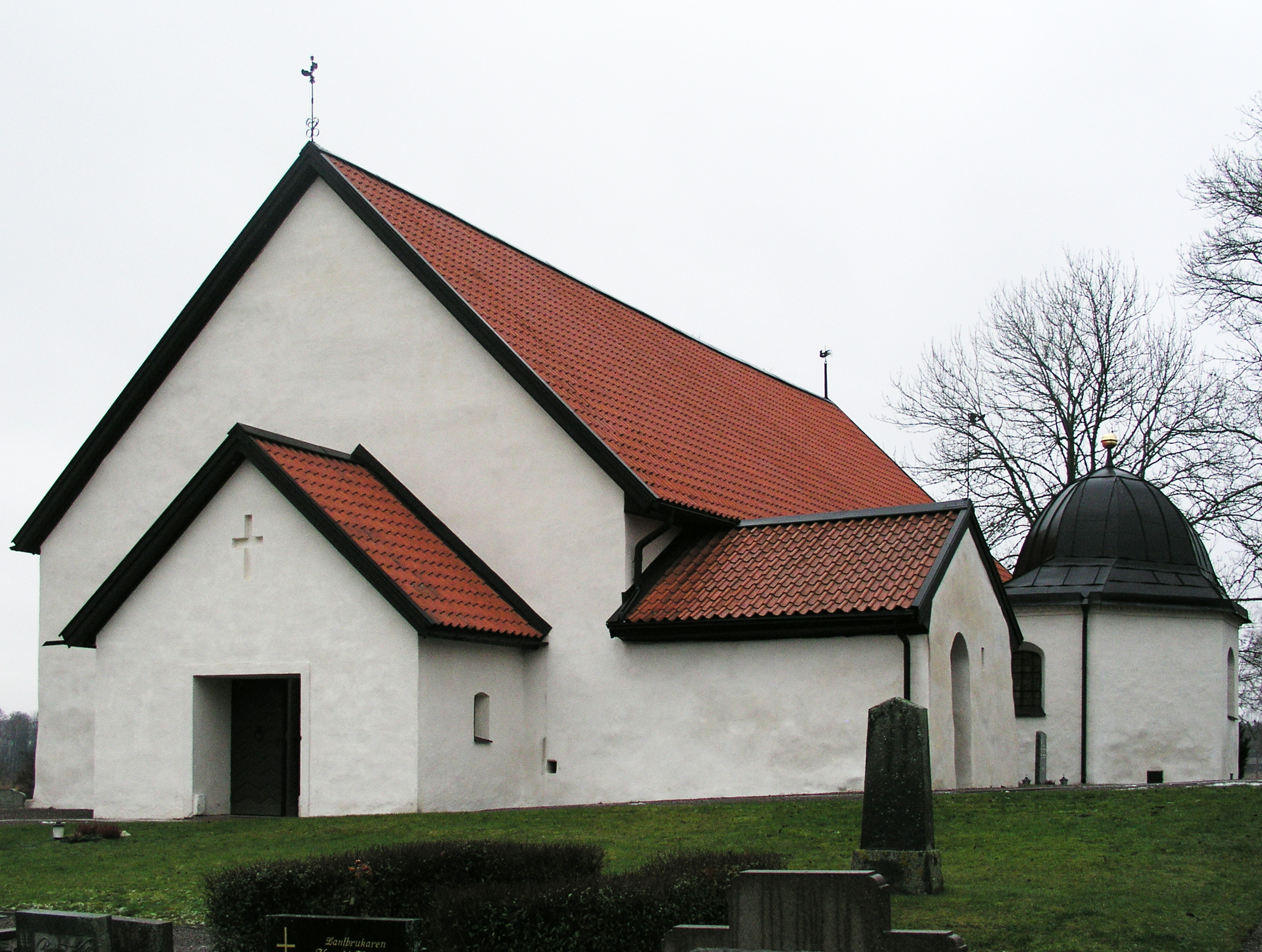
Östra Skrukeby kyrka

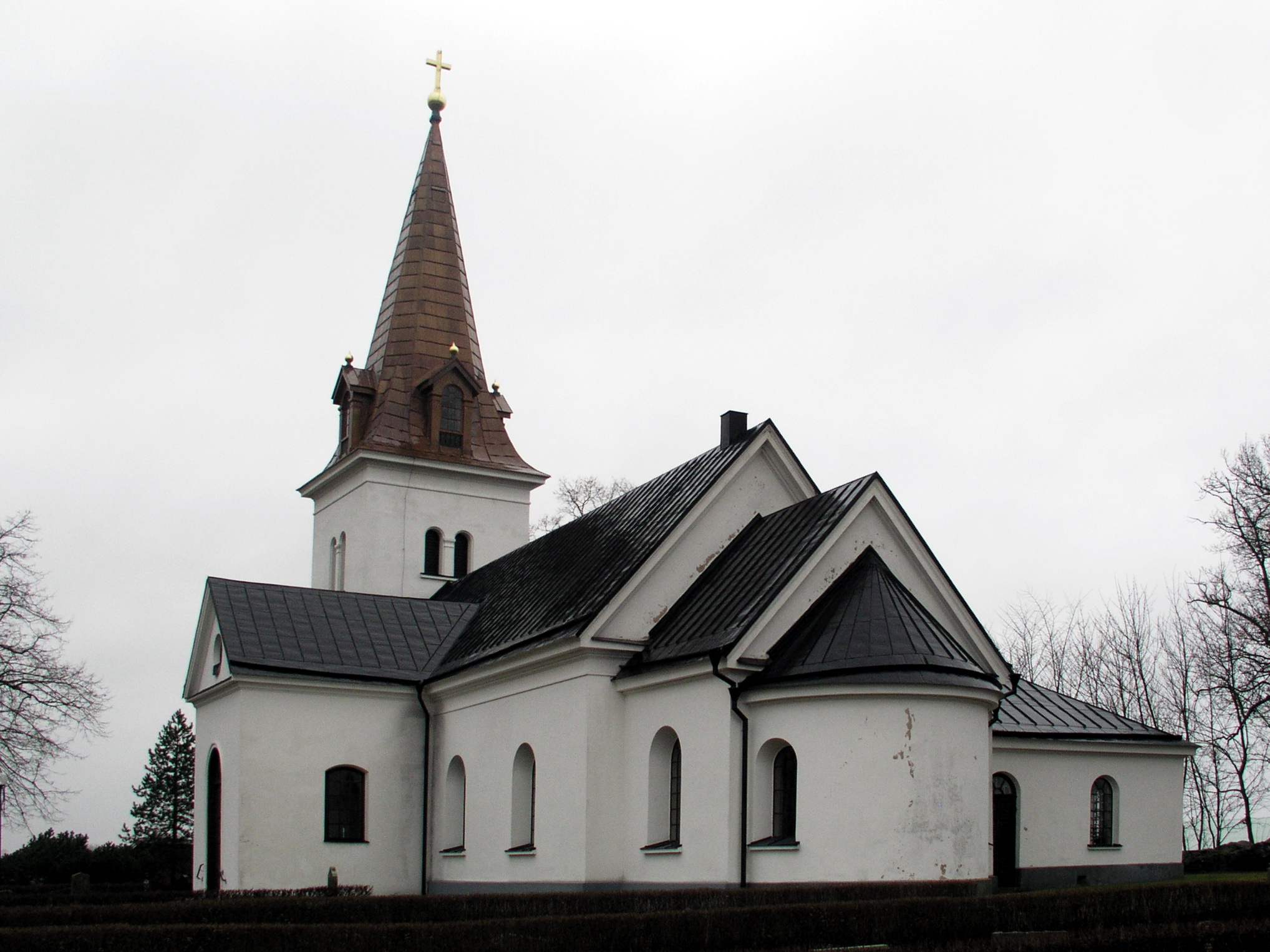
Östra Hargs kyrka

Åkerbo härad var ett härad i Östergötland. Häradet omfattade en del av nuvarande Linköpings kommun i Östergötlands län.  Den totala arealen mätte 1920 181,75 km², vilket år 1934 fördelade sig på drygt 64 km² åkermark och 25 km² skog.  Tingsställe var tidigt vid Östra Skrukeby kyrka och Skavestad i Törnevalla socken och därefter sedan 1630 Törnevalla kyrka. 1720 flyttades den till Reeva by en kilometer söder om Törnvalla för att 1737 flytta till Bjursholmen i Rystads socken som övergavs 1756. Därefter från 1757 delades tingsställe med Skärkinds härad i gästgiveriet i Kumla by i Gistad. 1855 flyttades tingsstället till Linköping. 

## Geografi
Åkerbo härad var beläget nordost om staden Linköping längs den södra stranden av sjön Roxen. Det bestod till större delen av en flack, uppodlad lerslätt, vilken är en del av den bördiga Östgötaslätten som går igenom hela landskapet. Skogsområden finns endast sporadiskt, mestadels kring sjön och i häradets sydöstra delar. Strandområdet vid Roxen kännetecknas av långgrunda, till stor del sanka, stränder. Området genomkorsas numera av såväl Södra stambanan som E4:an och i häradets sydvästligaste del mynnar Stångån i sjön Roxen. Åkerbo härad gränsade i nordost mot Memmings härad, i norr mot Finspånga läns härad, i nordväst mot Gullbergs härad, i sydväst mot Hanekinds härad och Linköpings stad, i sydost mot Bankekinds härad och i öster mot Skärkinds härad. 
Häradet låg i direkt anslutning till Linköpings stad och hade ett municipalsamhälle - Sankt Lars - som numera är en del av centrala Linköping. Delar av häradet är idag en del av tätorten Linköping, men den största tätorten i övrigt är Linghem belägen 10 km öster om Linköping.

### Socknar
Åkerbo härad omfattade fem socknar. 
- Lillkyrka
- Rystad (före 1889 även del i Bankekinds härad)
- Törnevalla
- Östra Harg
- Östra Skrukeby

### (Lands)kommuner
Häradet omfattade ursprungligen sju socknar, men år 1784 kom dåvarande Näsby socken att införlivas i Rystads socken, varvid dess kyrka också revs. I samband med 1862 års kommunalförordningar delades häradet in i landskommuner, vilka år 1952 kom att inkorporeras i storkommuner.  Övriga socknar kom att införlivas i Åkerbo landskommun, vilken år 1961 också förenades med Askeby landskommun. Den nya storkommunen ombildades år 1971 i Linköpings kommun.

## Historik
Landskapet Östergötland har varit befolkat sedan urminnes tider och dess invånare omtalas för första gången under folkvandringstiden. Redan tidigt utgjorde landskapet en av de tre centralbygder som under medeltiden skulle komma att forma konungariket Sverige. Slättbygderna i landskapets centrala delar genomkorsades under stenåldern av en fjärd som förband sjön Vättern med havet, och vartefter landet höjdes bildades den bördiga Östgötaslätten på vilken Åkerbo härad var beläget. Namnet Åkerbo skrevs år 1315 Akerboahærædh vilket skall utläsas som åkerbornas härad. I vissa sammanhang där namndelen -åker förekommer kan ordet tyda på en helig plats ägnad åt någon särskild gud. Där ordet däremot lyfts ut och satts för sig själv såsom i Åkerbo härad tros namnet komma av platsen där häradets tingsplats var beläget, och alltså syfta på själv tingsåkern, där ordet får betydelsen betesmark eller öppet område snarare än odlad markplätt. Åkerbo härads ursprungliga tingsplats torde legat vid Östra Skrukeby kyrka, där också den medeltida ridvägen Eriksgatan passerade längs sträckningen mellan Norrköping och Linköping. Kyrkan härrör från 1100-talets senare del, men en runhäll på platsen visar att en träkyrka kan ha legat här redan under 1000-talet. Nästan lika gamla är kyrkorna i Östra Harg och Lillkyrka, vilka likaledes härrör från det sena 1100- och tidiga 1200-talen. Åkerbo härads tingsplats flyttades sedermera till Törnevalla kyrka där den förefaller ha delats med Skärkinds härad. Från 1720-talet hölls tinget vid Bjursholmen i Rystads socken men kom redan under 1750-talet att flyttas till gästgivaregården i Kumla by i Gistads socken, Skärkinds härad. Här låg den kvar till slutet av 1800-talet då ett gemensamt tingshus för Åkerbo, Hanekind och Bankekind uppfördes i centrala Linköping.
Staden Linköping uppstod i gränslandet mellan Åkerbo, Bankekind och Hanekinds härader. Platsen var tidigt tingsplats för det östgötska landstinget Lionga ting och redan tidigt uppfördes en kungsgård vid bron över Stångån, liksom vid Tuna i Rystads socken. Gravfält, storhögar och runstenar pekar på platsens uråldriga historia och redan under 1000-talet uppfördes här den första kyrkan som under 1100-talet kom att byggas ut till Linköpings domkyrka. Gården som sedermera kom att bli Linköpings slott började uppföras under det tidiga 1100-talet, vilket gör det till en av landets äldsta bevarade profana byggnader. Linköping var inte det medeltida Östergötlands största stad - både Skänninge och Söderköping var betydligt större - men det kom onekligen att utvecklas till den absolut viktigaste, och flera viktiga möten av såväl kyrklig som världslig natur kom att hållas i staden liksom flera kröningar. Som industristad kom Linköping att växa stort under tiden efter Andra världskriget då försvarsindustrin med SAAB i spetsen ledde utvecklingen, och den är numera större än den traditionella industristaden Norrköping som dock endast ligger 40 km nordost om Linköping. Sankt Lars kyrka i den centrala delen av staden var tidigt sockenkyrka för socknen med samma namn, och härrör i nuvarande skick från 1100-talet. På platsen låg dock tidigare en stavkyrka och arkeologiska spår visar att platsen användes som kristen begravningsplats redan under 1000-talet. 
I mitten av 1800-talet drogs Södra stambanan fram mellan Norrköping och Linköping, och vid Linghem strax öster om den senare kom ett stationssamhälle att uppstå. Samhället växte mycket långsamt t.o.m. 1960-talet och utvecklade aldrig några egna industrier. Istället var näringslivet avhängigt de gårdar som funnits på platsen redan innan, och bebyggelsen har därför bevarat samma småskaliga karaktär som den än idag har. Från 1970-talet har utvecklingen skett snabbare, men merparten av befolkningen pendlar fortfarande till omkringliggande orter och det lokala näringslivet finns framförallt inom servicesektorn.

### Län, fögderier, tingslag, domsagor och tingsrätter
Socknarna ingick i Östergötlands län. Församlingarna tillhör(de) Linköpings stift.
Häradets socknar hörde till följande fögderier:
- 1720-1917 Åkerbo, Bankekinds och Hanekinds fögderi
- 1918-1990 Linköpings fögderi

Häradets socknar tillhörde följande tingslag, domsagor och tingsrätter:
- 1680-1888 Åkerbo tingslag i Åkerbo, Bankekinds, Hanekinds, Memmings (till 1853) och Skärkinds (till 1853) häraders domsaga (mellan 1781 och 1805 Åkerbo, Memming och Skärkinds härader)
- 1889-1923  Åkerbo, Bankekinds och Hanekinds tingslag i Åkerbo, Bankekinds och Hanekinds domsaga
- 1924-1970 Linköpings domsagas tingslag i Linköpings domsaga

- 1971- Linköpings tingsrätt och domsaga för Gistads socken

## Häradshövdingar
| Ämbetstid | Namn                                    | Levandstid |
| --------- | --------------------------------------- | ---------- |
| 1354–1358 | Karl Arnvidsson                         |            |
| 1386–1405 | Sigge Birgersson (Bagghuvud av Forsten) |            |
| 1425      | Knut Uddsson (Vinstorpaätten)           | –1433      |
| 1435      | Johan Siggesson (Bagghuvud av Forstena) |            |
| 1442–1488 | Håkan Eskilsson (sågskura)              |            |
| 1489–1505 | Johan Bese                              | –1505      |
| 1505–     | Nils Bese                               |            |
| 1524–1528 | Nils Arvidsson                          |            |
| 1531      | Axel Eriksson (Bielke)                  |            |
| 1535–1537 | Erik Jönsson (Rosenstråle)              |            |
| 1546–1548 | Måns Storkarsson                        |            |
| 1553      | Jakob Turesson (Rosengren)              |            |
| 1555–1559 | Esbjörn Pedersson (Lilliehöök)          |            |
| 1559      | Bengt Carlsson                          |            |
| 1568–1580 | Esbjörn Pedersson (Lilliehöök)          |            |
| 1580–1586 | Sven Månsson (Somme)                    |            |
| 1587–1598 | Nils Grelsson                           |            |
| 1680-1681 | Johan Gripenwaldt                       |            |
| 1681-1682 | Germund Palmstedt                       |            |
| 1682-1684 | Mauritz Ludvig Holst                    | 1636–1700  |
| 1684-1699 | Germund Palmstedt                       |            |
| 1699-1718 | Johan Lundius                           |            |
| 1718-1719 | Axel Palmfelt                           |            |
| 1719-1733 | Johan Haumbler                          |            |
| 1733-1736 | Georg Monthan                           |            |
| 1736-1747 | Jonas Bergenstråhle                     |            |
| 1747-1795 | Lars Låstbom                            |            |
| 1795-1852 | Gustaf von Röök                         |            |
| 1853-1869 | Claes Peter Bursie                      |            |
| 1869-1888 | Clas Gustaf Nikanor Livijn              |            |
| 1888-1908 | Frithiof Oscar F Gustafson              |            |
| 1909-1936 | Carl Wilhelm Åstrand                    |            |
| 1936-1957 | Helge Sjögren                           | 1890–1972  |
| 1957-1970 | Elis Herman Dahlin                      |            |